# Усана I
Усана (*д/н — 333) — цар Аксуму в 320—333 роках. В ефіопський традиції відомий як Елла-Аміде.

## Життєпис
Посів трон близько 320 року, успадкувавши трон після Вазеби. Остаточно знищує те, що залишилося від Мероїтського царства, і зводить стелу на згадку про його перемогу в руїнах Мерое. Помстився за похід римських військ за наказом імператора Костянтина I проти блемміїв (залежних від Аксуму), захопивши римські судна поблизу міста-держави Адуліса, союзника римлян. Про нього згадує Козьма Індикоплов. Цей цар захопив область озера Тана і землю Сассу, на південь від Блакитного Нілу, багату золотом. На сході він підкорив мис Гардафуй (відомий як Мис Пахощів), протосомалійське місто-державу. Встановив зверхність над Сабатейським царством, назакавши тамтешнім військам за протокою Баб-ель-Мандеб.
Вважається, що саме за панування Усанаса зазнали кораблетрощі Едесій та Фрументій, який цар Аксуму долучив дос вого двору, призначивши першого чашником, а друго — писарем. Напевне під їх впливом Усанас хрестився та впровадив християнство в Аксумі.
Монети цього царя знайдено в 1990-х роках під час археологічних розвідок в Індії. Напевне, в цей час Аксумське царство утримувало панівне становище як торгівельний посередник між Римською імперією та державами Індостану, насамперед Вакатаками. Трон спадкував Езана.